# Scotopteryx jugicola
Scotopteryx jugicola är en fjärilsart som beskrevs av Otto Staudinger 1870. Scotopteryx jugicola ingår i släktet backmätare, och familjen mätare. Inga underarter finns listade.